# Zapovednik Sjoelgan-Tasj
Zapovednik Sjoelgan-Tasj (Russisch: Государственный природный заповедник Шульган-Таш; Basjkiers: Шүлгәнташ дәүләт тәбиғәт ҡурсаулығы) is een strikt natuurreservaat gelegen in de Russische autonome republiek Basjkirostan in de Zuidelijke Oeral. De oprichting tot zapovednik vond plaats op 6 januari 1986 per decreet (№ 9/1986) van de Raad van Ministers van de Russische SFSR. Zapovednik Sjoelgan-Tasj heeft een oppervlakte van 225,31 km². Het gebied maakt sinds 2012 deel uit van Biosfeerreservaat Basjkierse Oeral.

## Kenmerken
Zapovednik Sjoelgan-Tasj is gelegen op de westelijke hellingen van de Zuidelijke Oeral. Het gebied bestaat voor 93% uit naald- en gemengde bossen. Belangrijke bosvormende soorten zijn onder meer de winterlinde (Tilia cordata), Siberische den (Pinus sibirica), ruwe berk (Betula pendula) en esp (Populus tremula). De overige delen worden bedekt door bergsteppen, graslanden en rivieren. Belangrijke culturele elementen in het reservaat zijn de apicultuur, waarbij wilde honingbijen worden gehouden op een traditionele manier; alsmede culturele en archeologische monumenten, zoals de Grot van Kapova, waarop rotstekeningen uit het paleolithicum te zien zijn.

## Dierenwereld
In het reservaat zijn 62 soorten zoogdieren, 209 vogels, vijf amfibieën, zes reptielen en 30 vissen vastgesteld. Onder de algemene zoogdiersoorten bevinden zich de eland (Alces alces), bruine beer (Ursus arctos), sneeuwhaas (Lepus timidus), vos (Vulpes vulpes) en boommarter (Martes martes), maar de Euraziatische lynx (Lynx lynx), wolf (Canis lupus), wezel (Mustela nivalis), eekhoorn (Sciurus vulgaris) en Siberische grondeekhoorn (Tamias sibiricus) worden ook regelmatig aangetroffen. Bruine beren hebben een voor Russische standaarden ongewoon hoge dichtheid in het reservaat. Onder de vogels bevinden zich bijvoorbeeld het auerhoen (Tetrao urogallus), korhoen (Lyrurus tetrix) en hazelhoen (Tetrastes bonasia), boskoekoek (Cuculus optatus) en grauwe fitis (Phylloscopus trochiloides).